# Liste der Naturdenkmale in Gonbach
Die Liste der Naturdenkmale in Gonbach nennt die im Gemeindegebiet von Gonbach ausgewiesenen Naturdenkmale (Stand 28. März 2024).

## Naturdenkmale
| Nr.         | Bezeichnung                | Lage                                | Beschreibung                                                    | Bild                                    |
| ----------- | -------------------------- | ----------------------------------- | --------------------------------------------------------------- | --------------------------------------- |
| ND-7333-094 | Linde auf dem Friedhof     | Höhenstraße Lage                    | Tilia cordata; um 1850 gepflanzt, 15 m hoch bei 3,75 m Umfang   | Direkt Bild zu diesem Denkmal hochladen |
| ND-7333-095 | Dorflinde in der Ortsmitte | Hauptstraße, gegenüber Nr. 21a Lage | Tilia platyphyllos; um 1900 gekeimt, 12 m hoch bei 2,1 m Umfang | Direkt Bild zu diesem Denkmal hochladen |